# Danh sách cầu thủ tham dự giải vô địch bóng đá U-17 châu Âu 2011
Giải vô địch bóng đá U-17 châu Âu 2011 là một giải thi đấu bóng đá U-17 quốc tế tổ chức ở Serbia từ 3 tháng 5 đến 15 tháng 5 năm 2011. 8 đội tham gia thi đấu phải đăng ký đội hình 18 cầu thủ; chỉ có các cầu thủ trong đội hình được phép tham gia giải đấu.
Trước khi giải khởi tranh, ủy ban UEFA cung cấp cho tất cả các đội tham gia đơn đăng ký 18 cầu thủ tham gia giải đấu. Two of these 18 players must be goalkeepers.
Bất cứ thủ môn bị chấn thương hoặc ốm nào hay tối đa 2 cầu thủ bị chấn thương hoặc ốm có thể thay thế dựa vào bằng chứng y khoa và được chấp thuận bởi bác sĩ UEFA làm việc tại giải đấu. Các cầu thủ bị thay không thể thi đấu được nữa.
18 cầu thủ phải mang áo số từ 1 đến 99. Không có nhiều hơn 1 cầu thủ mang áo cùng một số tại giải đấu.
Trong tất cả các trận đấu trong giải, các cầu thủ phải mang áo đúng với danh sách 18 người đã đăng ký.
Cầu thủ được đánh dấu in đậm từng thi đấu cho đội tuyển quốc gia.

## Bảng A

### Đan Mạch
Huấn luyện viên: Thomas Frank
| 0#0 | Vị trí | Cầu thủ                 | Ngày sinh và tuổi           | Câu lạc bộ  |
| --- | ------ | ----------------------- | --------------------------- | ----------- |
| 1   | TM     | Oliver Korch            | 18 tháng 6, 1994 (16 tuổi)  | Midtjylland |
| 2   | HV     | Mads Aaquist            | 31 tháng 12, 1994 (16 tuổi) | Copenhagen  |
| 3   | HV     | Frederik Holst (c)      | 24 tháng 9, 1994 (16 tuổi)  | Brøndby     |
| 4   | HV     | Nicolai Johannesen      | 22 tháng 5, 1994 (16 tuổi)  | Lyngby      |
| 5   | HV     | Riza Durmisi            | 8 tháng 1, 1994 (17 tuổi)   | Brøndby     |
| 6   | TV     | Patrick Olsen           | 23 tháng 4, 1994 (17 tuổi)  | Brøndby     |
| 7   | TV     | Christian Nørgaard      | 10 tháng 3, 1994 (17 tuổi)  | Lyngby      |
| 8   | TV     | Lasse Vigen Christensen | 15 tháng 8, 1994 (16 tuổi)  | Midtjylland |
| 9   | TĐ     | Kenneth Zohore          | 31 tháng 1, 1994 (17 tuổi)  | Copenhagen  |
| 10  | TĐ     | Viktor Fischer          | 4 tháng 6, 1994 (16 tuổi)   | Midtjylland |
| 11  | TĐ     | Danny Amankwaa          | 30 tháng 1, 1994 (17 tuổi)  | Copenhagen  |
| 12  | HV     | Patrick Banggaard       | 4 tháng 4, 1994 (17 tuổi)   | Vejle       |
| 13  | TV     | Pierre-Emile Højbjerg   | 5 tháng 8, 1995 (15 tuổi)   | Brøndby     |
| 14  | HV     | Derrick Nissen          | 29 tháng 3, 1994 (17 tuổi)  | Vejle       |
| 15  | TĐ     | Lee Rochester Sørensen  | 30 tháng 4, 1994 (17 tuổi)  | Køge        |
| 16  | TM     | Christian Schultz       | 13 tháng 5, 1994 (16 tuổi)  | Silkeborg   |
| 17  | TĐ     | Yussuf Poulsen          | 16 tháng 6, 1994 (16 tuổi)  | Lyngby      |
| 18  | HV     | Lucas Andersen          | 17 tháng 11, 1994 (16 tuổi) | AaB         |

### Anh
Huấn luyện viên:  John Peacock
| 0#0 | Vị trí | Cầu thủ                | Ngày sinh và tuổi           | Câu lạc bộ             |
| --- | ------ | ---------------------- | --------------------------- | ---------------------- |
| 1   | TM     | Jordan Pickford        | 7 tháng 3, 1994 (17 tuổi)   | Sunderland             |
| 2   | HV     | Jordan Cousins         | 6 tháng 3, 1994 (17 tuổi)   | Charlton Athletic      |
| 3   | HV     | Brad Smith             | 9 tháng 4, 1994 (17 tuổi)   | Liverpool              |
| 4   | TV     | John Lundstram         | 18 tháng 2, 1994 (17 tuổi)  | Everton                |
| 5   | HV     | Adam Jackson           | 18 tháng 5, 1994 (16 tuổi)  | Middlesbrough          |
| 6   | HV     | Nathaniel Chalobah (c) | 12 tháng 12, 1994 (16 tuổi) | Chelsea                |
| 7   | TV     | Raheem Sterling        | 8 tháng 12, 1994 (16 tuổi)  | Liverpool              |
| 8   | TV     | Nick Powell            | 23 tháng 3, 1994 (17 tuổi)  | Crewe Alexandra        |
| 9   | TĐ     | Hallam Hope            | 17 tháng 3, 1994 (17 tuổi)  | Everton                |
| 10  | TĐ     | Max Clayton            | 9 tháng 8, 1994 (16 tuổi)   | Crewe Alexandra        |
| 11  | TV     | Jake Forster-Caskey    | 25 tháng 4, 1994 (17 tuổi)  | Brighton & Hove Albion |
| 12  | HV     | Courtney Meppen-Walter | 22 tháng 8, 1994 (16 tuổi)  | Manchester City        |
| 13  | TM     | Ben Garratt            | 25 tháng 4, 1994 (17 tuổi)  | Crewe Alexandra        |
| 14  | TĐ     | Adam Morgan            | 21 tháng 4, 1994 (17 tuổi)  | Liverpool              |
| 15  | HV     | Sam Magri              | 30 tháng 3, 1994 (17 tuổi)  | Portsmouth             |
| 16  | TĐ     | Alex Henshall          | 15 tháng 2, 1994 (17 tuổi)  | Manchester City        |
| 17  | TV     | Nathan Redmond         | 6 tháng 3, 1994 (17 tuổi)   | Birmingham City        |
| 18  | TV     | Blair Turgott          | 22 tháng 5, 1994 (16 tuổi)  | West Ham United        |

### Pháp
Huấn luyện viên: Patrick Gonfalone
| 0#0 | Vị trí | Cầu thủ            | Ngày sinh và tuổi           | Câu lạc bộ          |
| --- | ------ | ------------------ | --------------------------- | ------------------- |
| 1   | TM     | Quentin Beunardeau | 27 tháng 2, 1994 (17 tuổi)  | Le Mans             |
| 2   | HV     | Jordan Ikoko       | 3 tháng 2, 1994 (17 tuổi)   | Paris Saint-Germain |
| 3   | HV     | Benjamin Mendy     | 17 tháng 7, 1994 (16 tuổi)  | Le Havre            |
| 4   | HV     | Raphaël Calvet (c) | 7 tháng 2, 1994 (17 tuổi)   | Auxerre             |
| 5   | HV     | Kurt Zouma         | 27 tháng 10, 1994 (16 tuổi) | Saint-Étienne       |
| 6   | TV     | Adrien Tameze      | 4 tháng 2, 1994 (17 tuổi)   | Nancy               |
| 7   | TĐ     | Adam N'Kusu        | 29 tháng 1, 1994 (17 tuổi)  | Le Havre            |
| 8   | TV     | Souahilo Meïté     | 17 tháng 3, 1994 (17 tuổi)  | Auxerre             |
| 9   | TĐ     | Lenny Nangis       | 24 tháng 3, 1994 (17 tuổi)  | Caen                |
| 10  | TV     | Abdallah Yaisien   | 23 tháng 4, 1994 (17 tuổi)  | Paris Saint-Germain |
| 11  | TĐ     | Sébastien Haller   | 22 tháng 6, 1994 (16 tuổi)  | Auxerre             |
| 12  | HV     | Antoine Conte      | 29 tháng 1, 1994 (17 tuổi)  | Paris Saint-Germain |
| 13  | HV     | Aymeric Laporte    | 27 tháng 5, 1994 (16 tuổi)  | Athletic Bilbao     |
| 14  | TV     | Karl Madianga      | 30 tháng 1, 1994 (17 tuổi)  | Le Mans             |
| 15  | TV     | Abdoulaye Touré    | 3 tháng 3, 1994 (17 tuổi)   | Nantes              |
| 16  | TM     | Lionel Mpasi Nzau  | 1 tháng 8, 1994 (16 tuổi)   | Paris Saint-Germain |
| 17  | TV     | Jordan Vercleyen   | 7 tháng 2, 1994 (17 tuổi)   | Le Havre            |
| 18  | TĐ     | Gaëtan Laborde     | 3 tháng 5, 1994 (17 tuổi)   | Châteauroux         |

### Serbia
Huấn luyện viên: Milovan Đorić
| 0#0 | Vị trí | Cầu thủ              | Ngày sinh và tuổi           | Câu lạc bộ        |
| --- | ------ | -------------------- | --------------------------- | ----------------- |
| 1   | TM     | Nikola Stošić        | 15 tháng 3, 1994 (17 tuổi)  | Red Star Belgrade |
| 2   | HV     | Nemanja Jakšić       | 11 tháng 7, 1995 (15 tuổi)  | OFK Beograd       |
| 3   | HV     | Bojan Nastić         | 6 tháng 7, 1994 (16 tuổi)   | Vojvodina         |
| 4   | TV     | Uroš Radaković (c)   | 31 tháng 3, 1994 (17 tuổi)  | Red Star Belgrade |
| 5   | HV     | Milan Savić          | 4 tháng 4, 1994 (17 tuổi)   | Partizan          |
| 6   | HV     | Marko Marinković     | 6 tháng 1, 1994 (17 tuổi)   | Red Star Belgrade |
| 7   | TV     | Lazar Marković       | 2 tháng 3, 1994 (17 tuổi)   | Partizan          |
| 8   | TV     | Dejan Meleg          | 10 tháng 1, 1994 (17 tuổi)  | Vojvodina         |
| 9   | TĐ     | Vojno Ješić          | 4 tháng 3, 1994 (17 tuổi)   | 1. FC Köln        |
| 10  | TĐ     | Ognjen Ožegović      | 9 tháng 6, 1994 (16 tuổi)   | Red Star Belgrade |
| 11  | HV     | Ognjen Popadić       | 10 tháng 2, 1994 (17 tuổi)  | Red Star Belgrade |
| 12  | TM     | Nemanja Latinović    | 21 tháng 2, 1994 (17 tuổi)  | Hajduk Kula       |
| 14  | HV     | Dobrosav Kostić      | 9 tháng 4, 1994 (17 tuổi)   | 1899 Hoffenheim   |
| 15  | HV     | Nikola Todorić       | 11 tháng 5, 1994 (16 tuổi)  | Rad               |
| 16  | TV     | Luka Stojanović      | 4 tháng 1, 1994 (17 tuổi)   | Partizan          |
| 17  | TV     | Aleksandar Filipović | 20 tháng 12, 1994 (16 tuổi) | Jagodina          |
| 18  | TV     | Nikola Ninković      | 19 tháng 12, 1994 (16 tuổi) | Partizan          |
| 19  | TĐ     | Nikola Mandić        | 15 tháng 1, 1994 (17 tuổi)  | Partizan          |

## Bảng B

### Cộng hòa Séc
Huấn luyện viên: Josef Csaplár
| 0#0 | Vị trí | Cầu thủ           | Ngày sinh và tuổi          | Câu lạc bộ              |
| --- | ------ | ----------------- | -------------------------- | ----------------------- |
| 1   | TM     | Patrik Macej      | 11 tháng 6, 1994 (16 tuổi) | Baník Ostrava           |
| 2   | TV     | Ondrej Karafiát   | 1 tháng 12, 1994 (16 tuổi) | Sparta Prague           |
| 3   | HV     | Jan Filip         | 6 tháng 3, 1994 (17 tuổi)  | FK Teplice              |
| 4   | TV     | Petr Nerad        | 6 tháng 2, 1994 (17 tuổi)  | Bohemians 1905          |
| 5   | HV     | Luboš Adamec      | 27 tháng 4, 1994 (17 tuổi) | Juventus                |
| 6   | HV     | Michael Lüftner   | 14 tháng 3, 1994 (17 tuổi) | FK Teplice              |
| 8   | TV     | Jindrich Kadula   | 10 tháng 6, 1994 (16 tuổi) | Dynamo České Budějovice |
| 9   | TV     | Nikolas Salašovic | 20 tháng 9, 1994 (16 tuổi) | Slavia Prague           |
| 10  | TĐ     | Lukáš Juliš       | 2 tháng 12, 1994 (16 tuổi) | Sparta Prague           |
| 11  | TĐ     | Patrik Svoboda    | 13 tháng 4, 1994 (17 tuổi) | Viktoria Plzeň          |
| 12  | TĐ     | Zdeněk Linhart    | 5 tháng 3, 1994 (17 tuổi)  | Dynamo České Budějovice |
| 13  | TV     | Patrik Kundrátek  | 15 tháng 2, 1994 (17 tuổi) | Baník Ostrava           |
| 14  | TĐ     | Michal Holub      | 6 tháng 3, 1994 (17 tuổi)  | Sigma Olomouc           |
| 15  | HV     | Jan Šterba (c)    | 8 tháng 7, 1994 (16 tuổi)  | Sigma Olomouc           |
| 16  | TM     | Lukáš Zima        | 9 tháng 1, 1994 (17 tuổi)  | Slavia Prague           |
| 17  | TĐ     | Dominik Mašek     | 10 tháng 7, 1995 (15 tuổi) | 1. FK Pribram           |
| 18  | TĐ     | Lukáš Stratil     | 29 tháng 1, 1994 (17 tuổi) | Baník Ostrava           |

### Đức
Huấn luyện viên: Steffen Freund
| 0#0 | Vị trí | Cầu thủ              | Ngày sinh và tuổi           | Câu lạc bộ        |
| --- | ------ | -------------------- | --------------------------- | ----------------- |
| 1   | TM     | Odisseas Vlachodimos | 26 tháng 4, 1994 (17 tuổi)  | VfB Stuttgart     |
| 2   | HV     | Mitchell Weiser      | 21 tháng 4, 1994 (17 tuổi)  | 1. FC Köln        |
| 3   | HV     | Cimo Röcker          | 21 tháng 1, 1994 (17 tuổi)  | Werder Bremen     |
| 4   | HV     | Koray Günter         | 16 tháng 8, 1994 (16 tuổi)  | Borussia Dortmund |
| 5   | HV     | Nico Perrey          | 2 tháng 2, 1994 (17 tuổi)   | Arminia Bielefeld |
| 6   | TV     | Robin Yalçın         | 25 tháng 1, 1994 (17 tuổi)  | VfB Stuttgart     |
| 8   | TV     | Emre Can (c)         | 12 tháng 1, 1994 (17 tuổi)  | Bayern Munich     |
| 9   | TĐ     | Samed Yeşil          | 25 tháng 5, 1994 (16 tuổi)  | Bayer Leverkusen  |
| 10  | TV     | Levent Ayçiçek       | 14 tháng 2, 1994 (17 tuổi)  | Werder Bremen     |
| 11  | TĐ     | Patrick Weihrauch    | 3 tháng 3, 1994 (17 tuổi)   | Bayern Munich     |
| 12  | TM     | Cedric Wilmes        | 13 tháng 1, 1994 (17 tuổi)  | Borussia Dortmund |
| 13  | HV     | Kaan Ayhan           | 10 tháng 11, 1994 (16 tuổi) | Schalke 04        |
| 14  | TĐ     | Nils Quaschner       | 22 tháng 4, 1994 (17 tuổi)  | Hansa Rostock     |
| 15  | TĐ     | Okan Aydın           | 8 tháng 5, 1994 (16 tuổi)   | Bayer Leverkusen  |
| 16  | TV     | Sven Mende           | 18 tháng 1, 1994 (17 tuổi)  | VfB Stuttgart     |
| 18  | TV     | Fabian Schnellhardt  | 12 tháng 1, 1994 (17 tuổi)  | 1. FC Köln        |
| 21  | TĐ     | Erich Berko          | 6 tháng 9, 1994 (16 tuổi)   | VfB Stuttgart     |
| 22  | HV     | Koray Kacinoglu      | 20 tháng 7, 1994 (16 tuổi)  | MSV Duisburg      |

### Hà Lan
Huấn luyện viên: Albert Stuivenberg
| 0#0 | Vị trí | Cầu thủ             | Ngày sinh và tuổi          | Câu lạc bộ       |
| --- | ------ | ------------------- | -------------------------- | ---------------- |
| 1   | TM     | Boy de Jong         | 10 tháng 4, 1994 (17 tuổi) | Feyenoord        |
| 2   | HV     | Daan Disveld (c)    | 20 tháng 1, 1994 (17 tuổi) | NEC              |
| 3   | HV     | Terence Kongolo     | 14 tháng 2, 1994 (17 tuổi) | Feyenoord        |
| 4   | HV     | Karim Rekik         | 2 tháng 12, 1994 (16 tuổi) | Feyenoord        |
| 5   | HV     | Jetro Willems       | 30 tháng 3, 1994 (17 tuổi) | Sparta Rotterdam |
| 6   | HV     | Kyle Ebecilio       | 17 tháng 2, 1994 (17 tuổi) | Arsenal          |
| 7   | TĐ     | Michael Chacón      | 11 tháng 4, 1994 (17 tuổi) | Heerenveen       |
| 8   | TV     | Yassine Ayoub       | 6 tháng 3, 1994 (17 tuổi)  | Utrecht          |
| 9   | TĐ     | Anass Achahbar      | 13 tháng 1, 1994 (17 tuổi) | Feyenoord        |
| 10  | TĐ     | Tonny Vilhena       | 3 tháng 1, 1995 (16 tuổi)  | Feyenoord        |
| 11  | TV     | Memphis Depay       | 13 tháng 1, 1994 (17 tuổi) | PSV              |
| 12  | TĐ     | Danzell Gravenberch | 13 tháng 1, 1994 (17 tuổi) | Ajax             |
| 13  | HV     | Thom Haye           | 9 tháng 2, 1994 (17 tuổi)  | AZ               |
| 14  | TV     | Joris van Overeem   | 1 tháng 6, 1994 (16 tuổi)  | AZ               |
| 15  | HV     | Nathan Aké          | 18 tháng 2, 1994 (17 tuổi) | Feyenoord        |
| 16  | TM     | Peter Leeuwenburgh  | 23 tháng 3, 1994 (17 tuổi) | Ajax             |
| 17  | HV     | Menno Koch          | 7 tháng 2, 1994 (17 tuổi)  | PSV              |
| 18  | TĐ     | Nick de Bondt       | 21 tháng 4, 1994 (17 tuổi) | Vitesse          |

### România
Huấn luyện viên: Adrian Vasâi
| 0#0 | Vị trí | Cầu thủ                | Ngày sinh và tuổi          | Câu lạc bộ            |
| --- | ------ | ---------------------- | -------------------------- | --------------------- |
| 1   | TM     | Laurențiu Brănescu (c) | 30 tháng 3, 1994 (17 tuổi) | Juventus              |
| 2   | HV     | Ionuț Mișu             | 19 tháng 9, 1994 (16 tuổi) | Universitatea Craiova |
| 3   | HV     | Eduard Schuller        | 19 tháng 3, 1994 (17 tuổi) | Unirea Alba Iulia     |
| 4   | HV     | Bogdan Mitache         | 1 tháng 1, 1994 (17 tuổi)  | Viitorul Constanța    |
| 5   | HV     | Adrian Puțanu          | 9 tháng 1, 1994 (17 tuổi)  | Viitorul Constanța    |
| 6   | TV     | Andrei Vaștag          | 21 tháng 3, 1994 (17 tuổi) | LPS Banatul Timișoara |
| 7   | TV     | Steliano Filip         | 15 tháng 5, 1994 (16 tuổi) | LPS Banatul Timișoara |
| 8   | TV     | Bogdan Tîru            | 15 tháng 3, 1994 (17 tuổi) | Viitorul Constanța    |
| 9   | TĐ     | Fabian Himcinschi      | 30 tháng 4, 1994 (17 tuổi) | Unirea Alba Iulia     |
| 10  | TV     | Claudiu Bumba          | 5 tháng 1, 1994 (17 tuổi)  | Baia Mare             |
| 11  | TĐ     | Darius Buia            | 30 tháng 4, 1994 (17 tuổi) | LPS Banatul Timișoara |
| 12  | TM     | George Serban          | 31 tháng 1, 1994 (17 tuổi) | Viitorul Constanța    |
| 13  | HV     | Ioan Neag              | 18 tháng 2, 1994 (17 tuổi) | Universitatea Cluj    |
| 14  | TV     | Daniel Birău           | 21 tháng 3, 1994 (17 tuổi) | LPS Banatul Timișoara |
| 15  | TĐ     | Daniel Cristian Paius  | 24 tháng 9, 1994 (16 tuổi) | Viitorul Constanța    |
| 16  | TV     | Alin Roman             | 27 tháng 1, 1994 (17 tuổi) | LPS Banatul Timișoara |
| 17  | HV     | Ioan Petrescu          | 27 tháng 4, 1994 (17 tuổi) | Mureșul Deva          |
| 18  | TV     | Iulian Roșu            | 30 tháng 5, 1994 (16 tuổi) | Steaua II București   |